# قلعة رداع

قلعة رداع التاريخية عام 1926

قلعة رداع  إحدى القلاع التاريخية اليمنية، تقع وسط مدينة رداع وهي أعلى مكان فيه، وتعتبر ثاني أهم موقع في رداع بعد قمة جبل "أحرم"، يرجع تاريخ بنائها إلى عهد الملك الحميري شمر يهرعش، سنة 243 ميلادي قبل الإسلام. وقام بترميمها وإعادة بنائها لاحقاً الملك الظافر عامر بن عبدالوهاب الطاهري.

## تاريخ
الجزء العلوي من القلعة يعود بناؤه للدولة الحميرية، والذي يليه طاهري يعود بناؤه للدولة الطاهرية والجزء الأخير الذي تخرب وأنهار يعود بناؤه لعهد الإمام يحيى حميد الدين الذي جعل منه سجن للثوار، وأستمر سجن حتى مطلع التسعينات من القرن الماضي.

## الوضع الحالي
في 1 سبتمبر 2012 تعرضت أجزاء من قلعة رداع التاريخية للانهيار جراء تسرب مياه الأمطار وإهمال أعمال الصيانة والترميم.